# Couvent de la Congrégation Notre-Dame de Neufchâteau
Le Couvent de la Congrégation Notre-Dame de Neufchâteau est un ancien couvent et ancien tribunal, protégé des monuments historiques, situé à Neufchâteau, dans le département français des Vosges.

## localisation
L'ancien couvent dit « des Augustines » et ancien tribunal d'instance jusqu'en 2009, est situé au 26, Place Jeanne d'Arc à Neufchâteau

## Histoire
À partir de 1639, les religieuses de l'ordre de la Congrégation Notre-Dame quittent Épinal pour Neufchâteau. Après une installation provisoire dans plusieurs maisons, la fondation de leur établissement est confirmée en 1645 par lettres patentes du duc Charles IV. Le transfert du couvent sur l'emplacement actuel a vraisemblablement lieu dès la fin du XVIIe siècle mais la chapelle et, sans doute, l'ensemble conventuel, n'ont été construits qu'entre 1760 et 1762.
À la Révolution, le couvent est vendu comme bien national et a subi de nombreuses transformations. En 1792, il accueille la gendarmerie. L'année 1798 marque le début de la vocation judiciaire de l'édifice. Entre 1801 et 1802, sur les plans de l'architecte Abel Mathey, le corps de bâtiment de l'église est réaménagé en tribunal. De cette campagne date la subdivision du volume unique de l'église en deux niveaux. Sous la Restauration ont lieu plusieurs campagnes de travaux liées à l'extension de la gendarmerie.
En 1829, l'aile ouest est aménagée en théâtre par l'architecte Claude Christophe Corroy. Ce dernier fera l'objet d'une reconstruction complète entre 1891 et 1892 sur les plans de l'architecte Grandidier.
L'ancien couvent est inscrit au titre des monuments historiques par arrêté du 15 mai 2012.

## Description
L'emprise du couvent forme une sorte de U dont une des barres, côté place, se développe tout le long de la voie. Le couvent s'articule autour du corps de bâtiment principal qui comprenait, à l'origine, le volume unique de l'église. Celui-ci se distingue par un traitement architectural monumental côté rue. La façade est rythmée par un ordre colossal de pilastres doriques qui supportent la corniche. La porte principale est flanquée de pilastres ioniques et coiffée d'un fronton cintré dont le tympan porte des motifs de laurier et de palme. 
Les intérieurs conservent de nombreux éléments d'origine. La salle de tribunal, aménagée dans l'ancienne nef de l'église, présente un volume orné de stucs à motifs végétaux. Les anciennes stalles en chêne du XVIIIe siècle ont été réutilisées comme mobilier pour la salle d'audience. Le chœur hémicyclique a été transformé en bureau pour le juge. La pièce est scandée de pilastres jumelés et, dans ses parties hautes, rehaussée d'un décor rocaille.

## Galerie

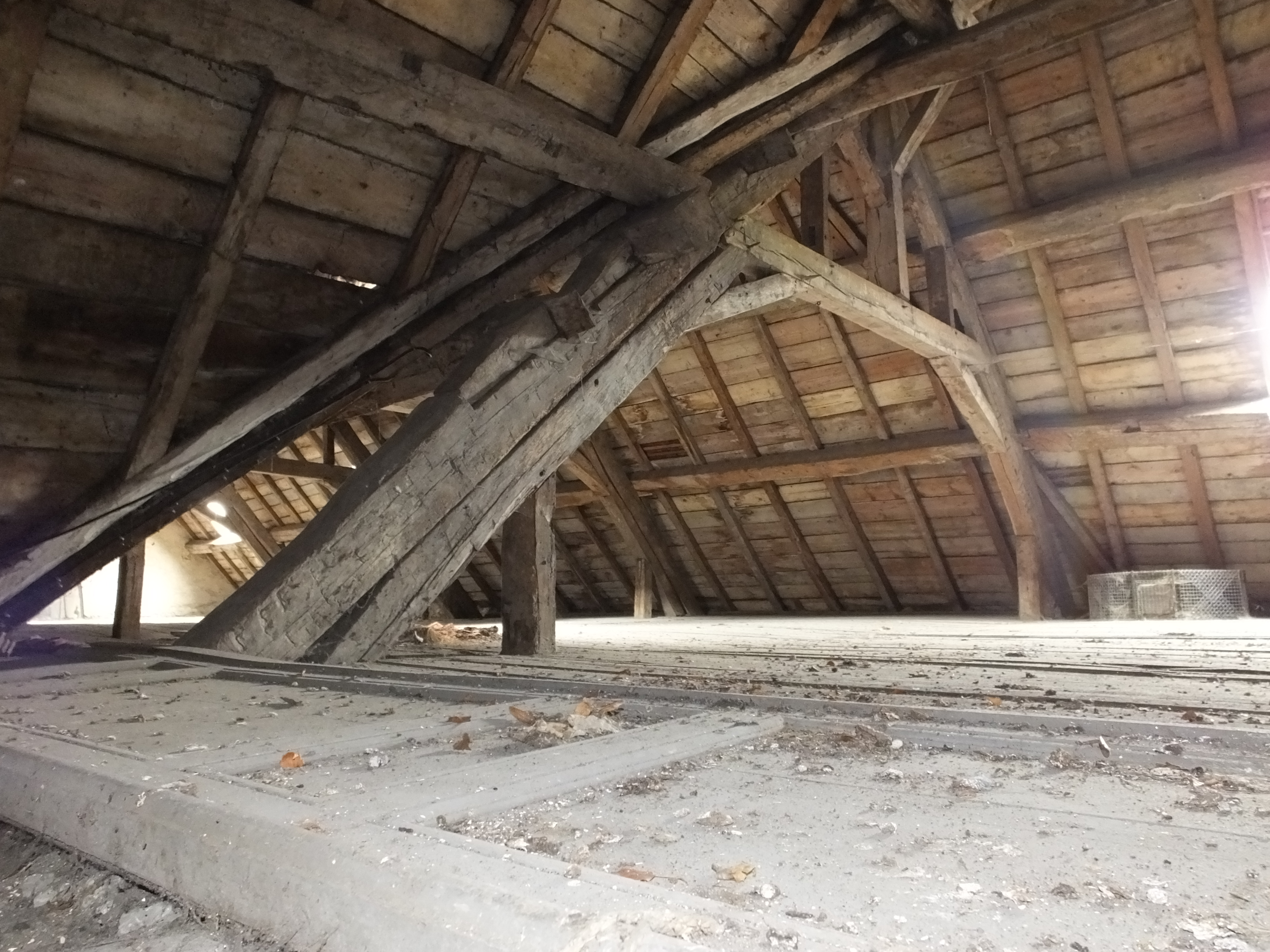
Charpente
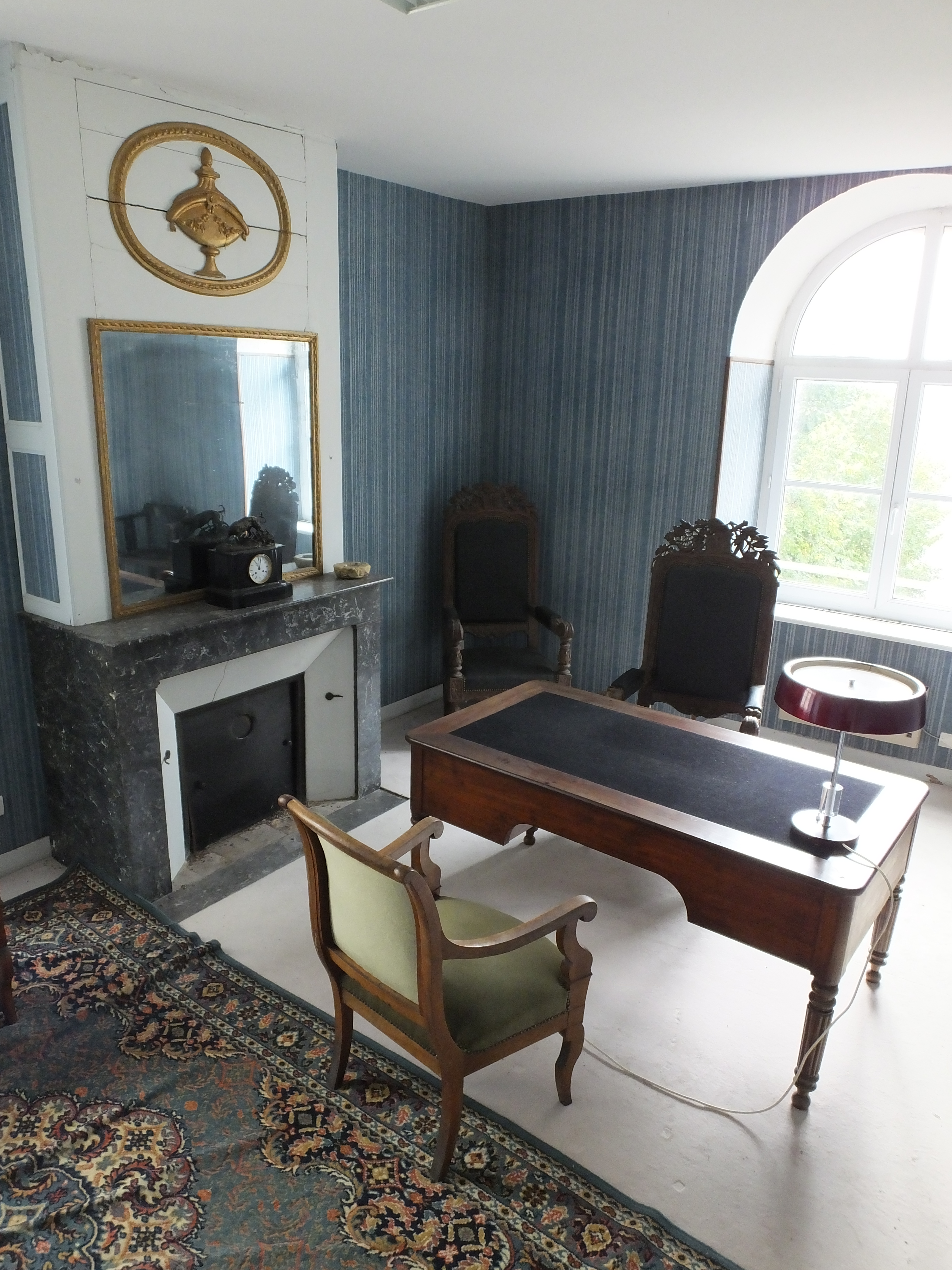
Bureau du président du tribunal vue 2
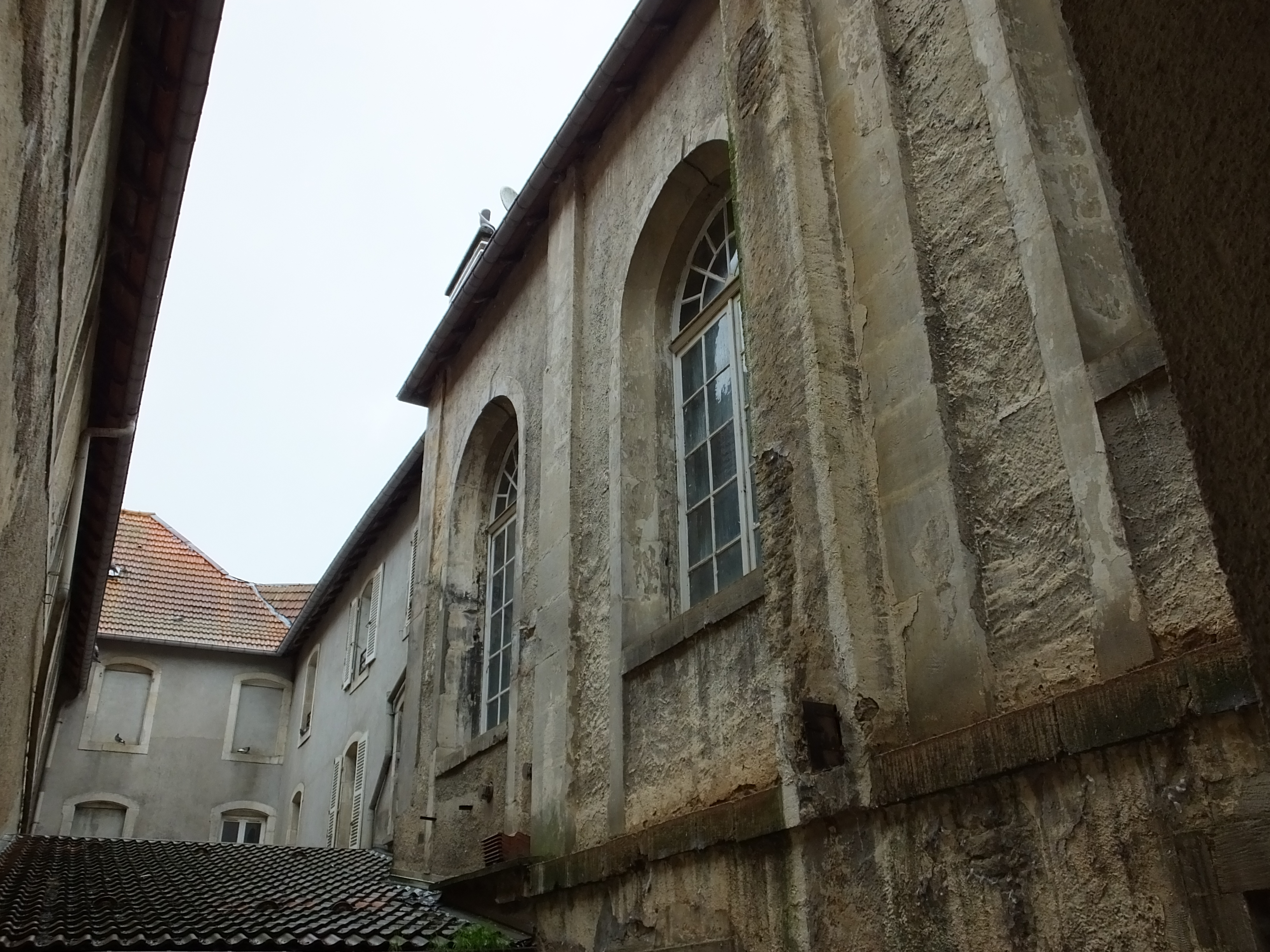
Vue sur cour intérieure
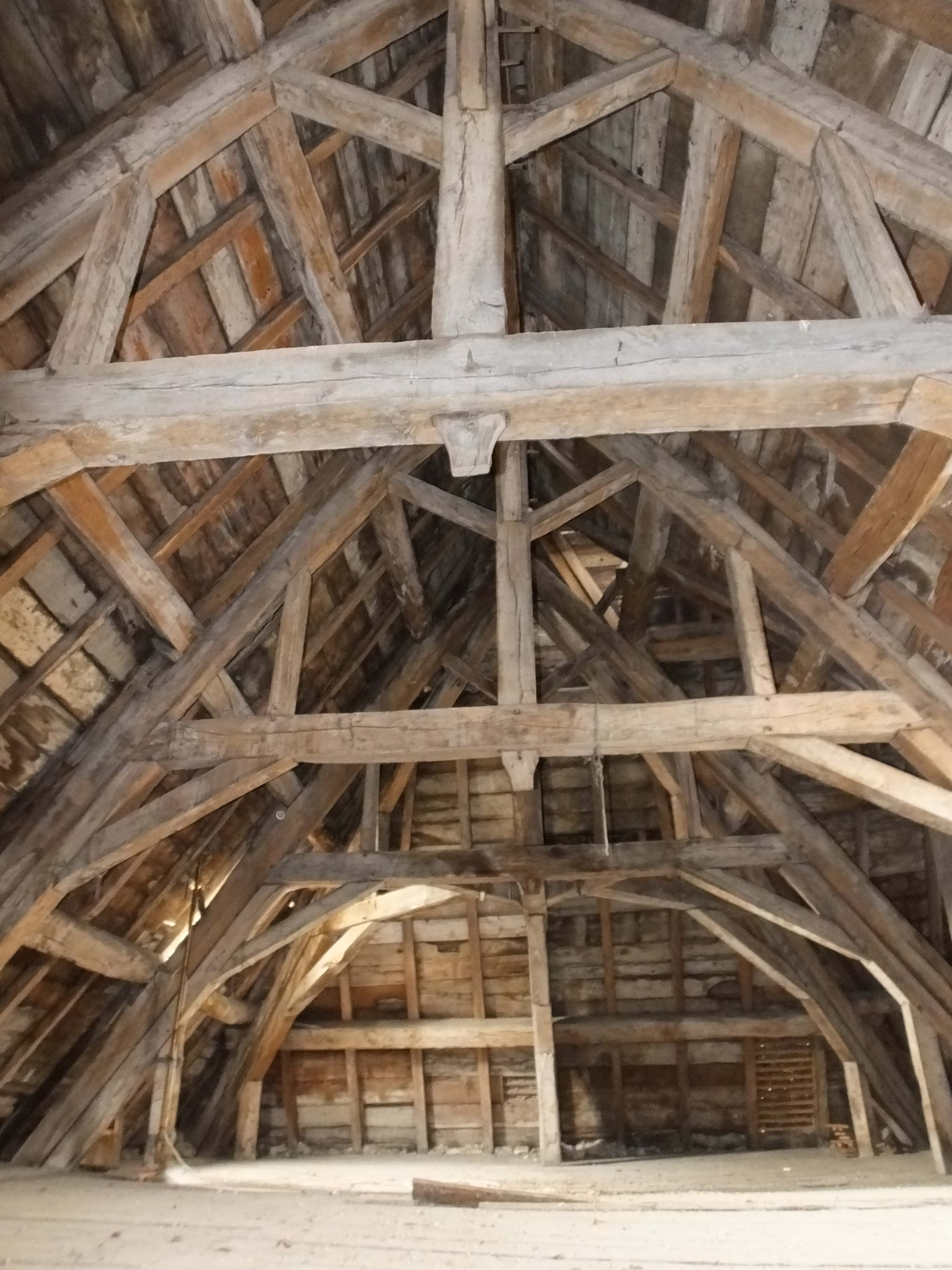
Charpente 1er corps
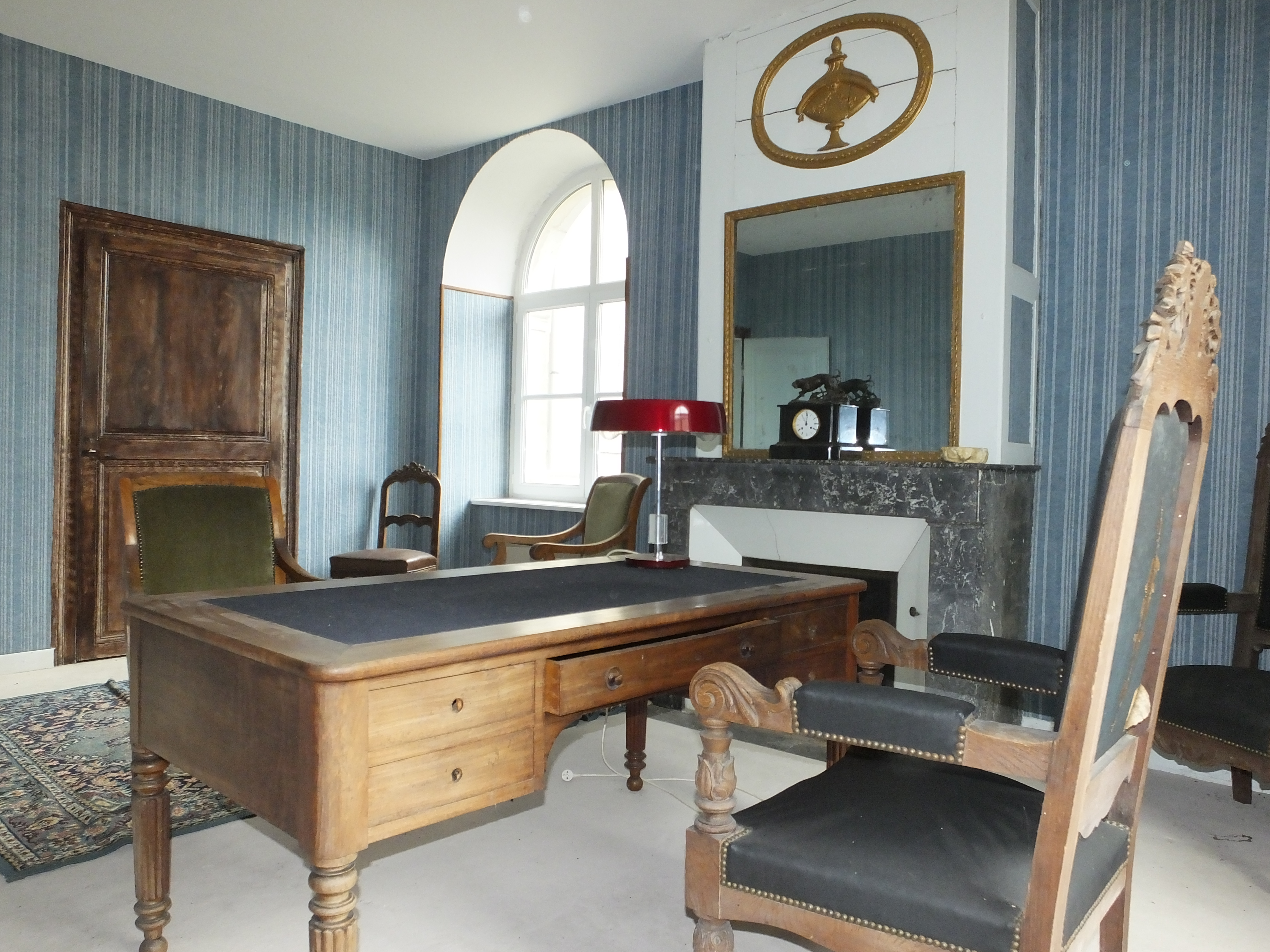
Bureau du président du tribunal vue 1
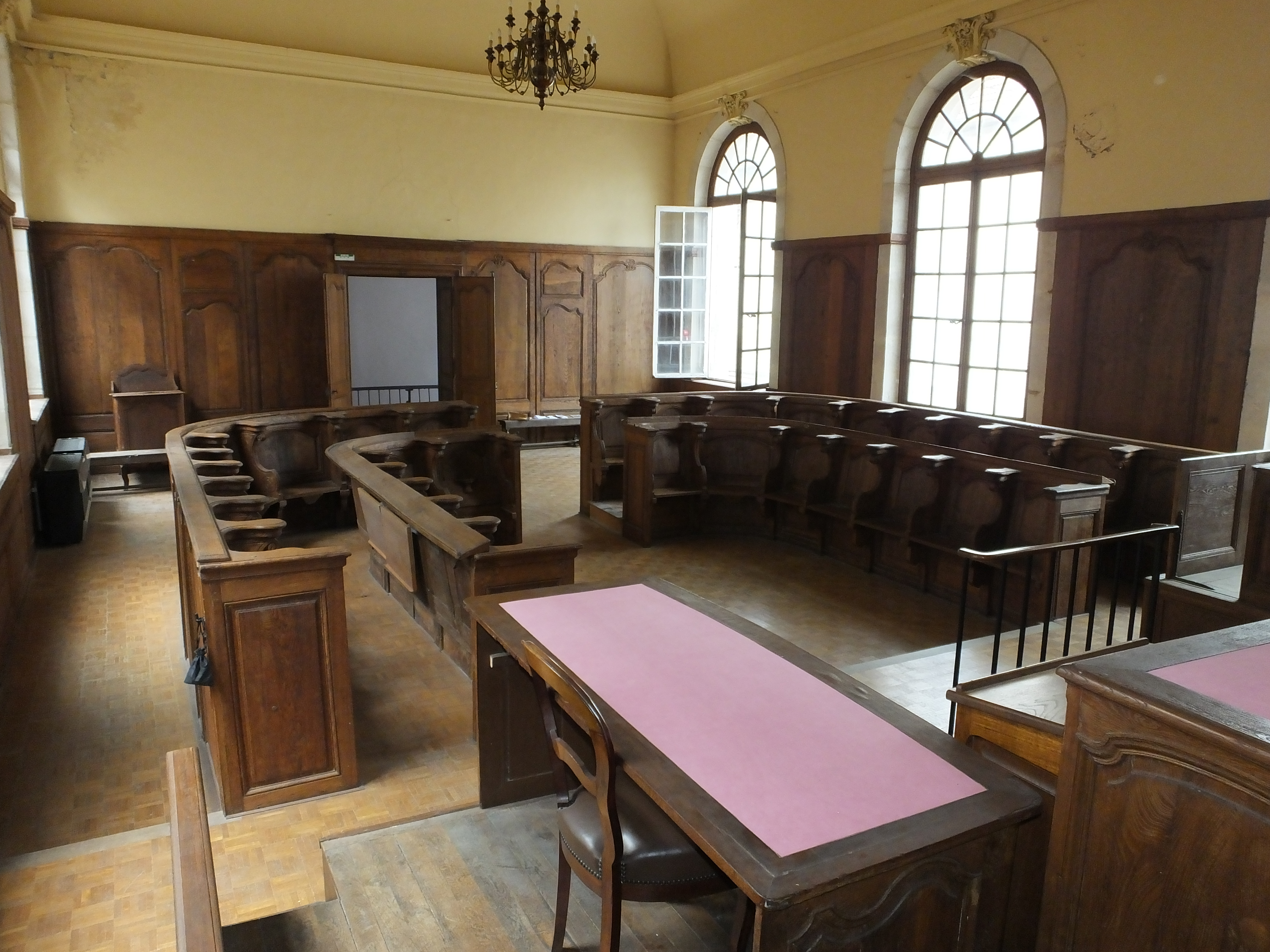
Plan large de la salle du 1er étage (le tribunal)
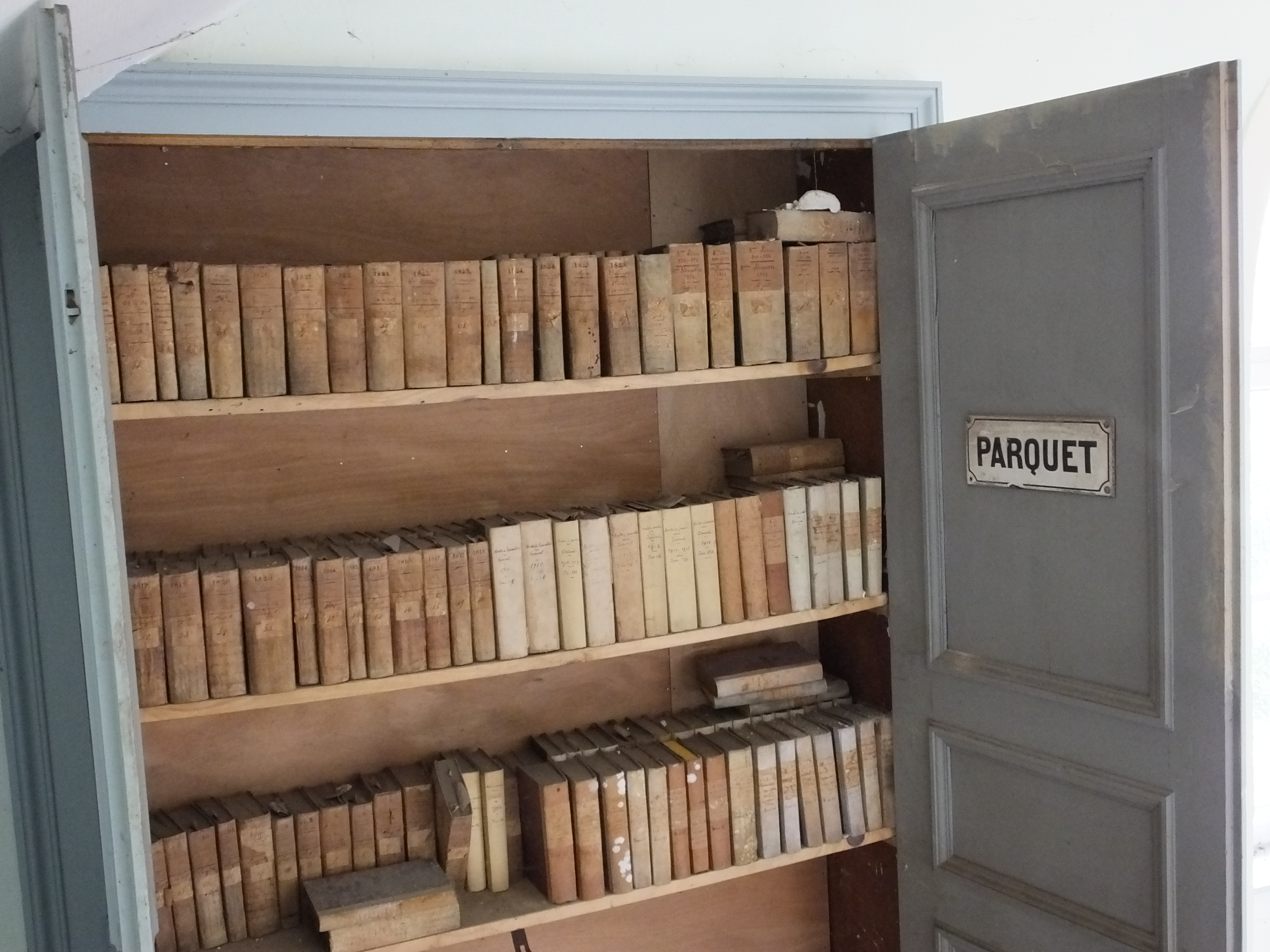
Placard dans un couloir
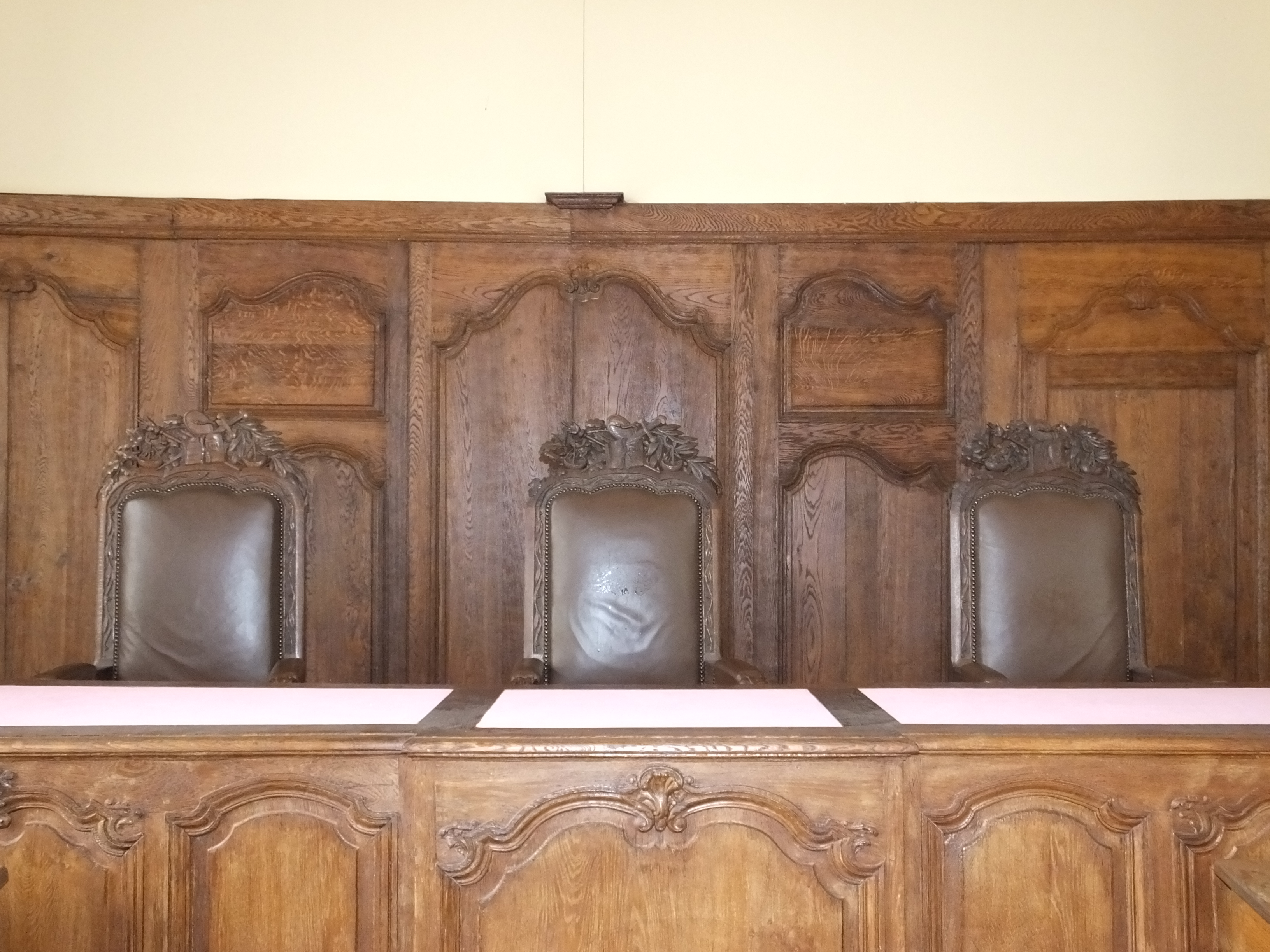
Place du juge et des assesseurs
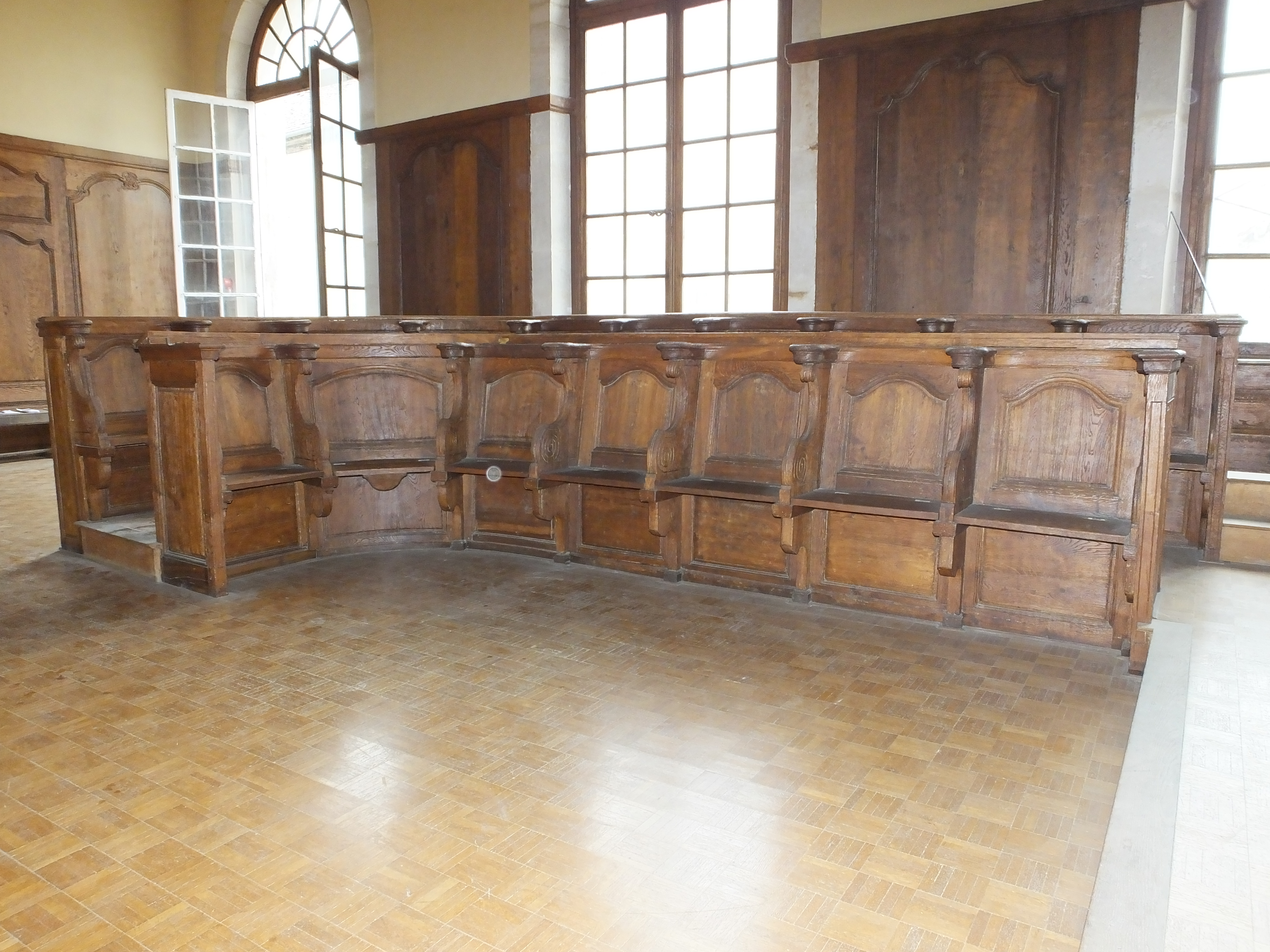
Sièges de l'assistance
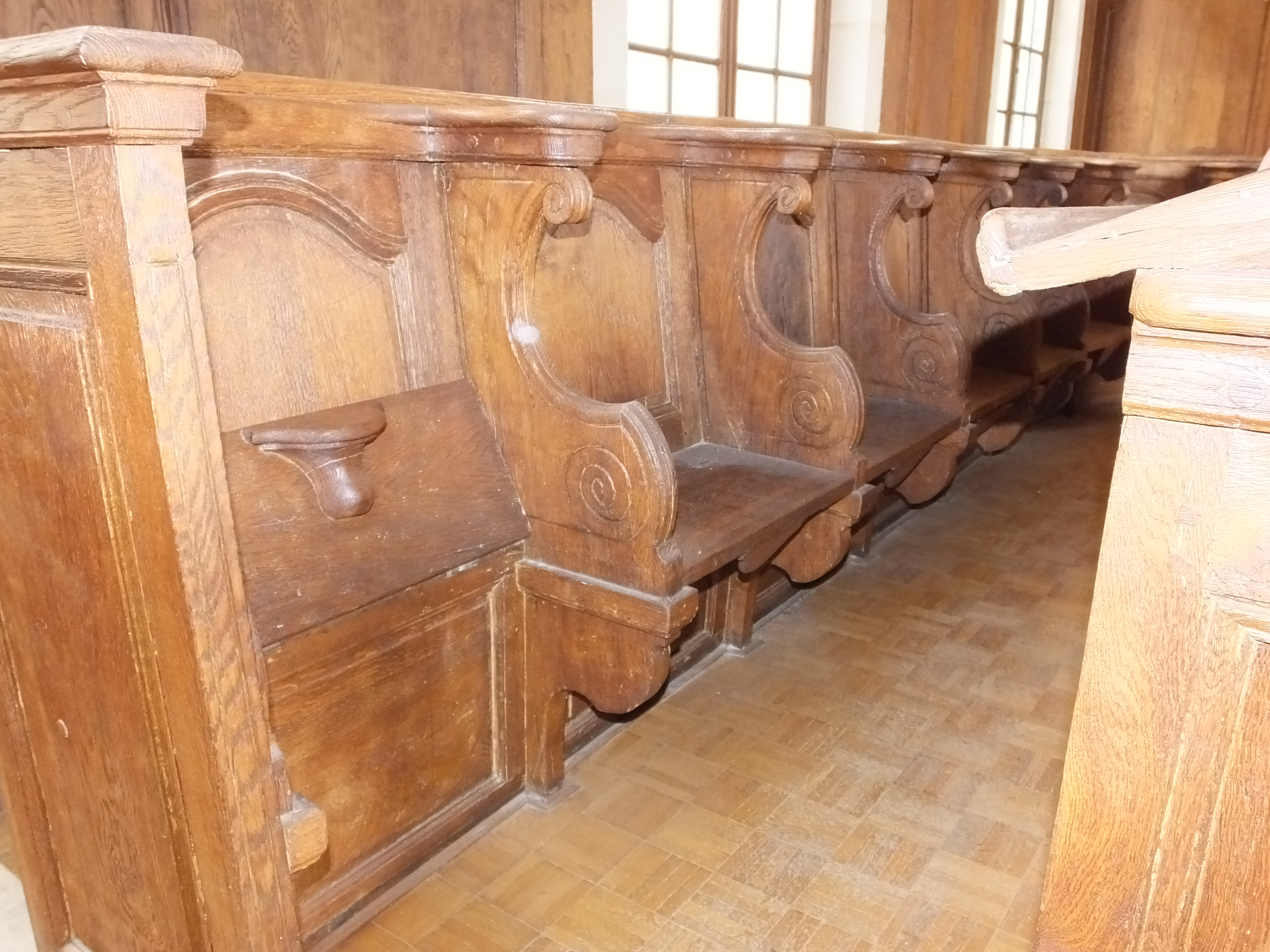
Sièges de l'assistance